# Горній Хращан
46°22′ пн. ш. 16°20′ сх. д. / 46.37° пн. ш. 16.34° сх. д.
Горній Хращан (хорв. Gornji Hrašćan) — населений пункт у Хорватії, у Меджимурській жупанії у складі громади Неделище.

## Населення
Населення за даними перепису 2011 року становило 910 осіб.
Динаміка чисельності населення поселення:

## Клімат
Середня річна температура становить 10,34 °C, середня максимальна – 24,78 °C, а середня мінімальна – -6,27 °C. Середня річна кількість опадів – 851 мм.
| Клімат поселення                              | Клімат поселення | Клімат поселення | Клімат поселення | Клімат поселення | Клімат поселення | Клімат поселення | Клімат поселення | Клімат поселення | Клімат поселення | Клімат поселення | Клімат поселення | Клімат поселення | Клімат поселення |
| Показник                                      | Січ.             | Лют.             | Бер.             | Квіт.            | Трав.            | Черв.            | Лип.             | Серп.            | Вер.             | Жовт.            | Лист.            | Груд.            |                  |
| Середній максимум, °C                         | 5,39             | 7,38             | 11,96            | 16,33            | 21,65            | 24,78            | 24,21            | 23,55            | 19,40            | 14,34            | 8,52             | 4,56             |                  |
| Середня температура, °C                       | −0,43            | 1,54             | 6,12             | 10,49            | 15,84            | 18,94            | 20,37            | 19,74            | 15,57            | 10,51            | 4,70             | 0,73             |                  |
| Середній мінімум, °C                          | −6,27            | −4,28            | 0,29             | 4,67             | 10,00            | 13,11            | 16,55            | 15,90            | 11,76            | 6,68             | 0,88             | −3,08            |                  |
| Норма опадів, мм                              | 41               | 44               | 57               | 66               | 72               | 98               | 89               | 91               | 83               | 78               | 76               | 56               |                  |
| Середньомісячна швидкість вітру, м/с          | 1.90             | 2.20             | 2.52             | 2.54             | 2.40             | 2.10             | 2.08             | 1.80             | 1.86             | 1.90             | 2.00             | 2.00             |                  |
| Середньомісячна сонячна радіація, кДж/м²·день | 4009             | 6760             | 10471            | 14924            | 18979            | 20775            | 21451            | 18657            | 13807            | 8626             | 4480             | 3251             |                  |
| --------------------------------------------- | ---------------- | ---------------- | ---------------- | ---------------- | ---------------- | ---------------- | ---------------- | ---------------- | ---------------- | ---------------- | ---------------- | ---------------- | ---------------- |
| Джерело:                                      |                  |                  |                  |                  |                  |                  |                  |                  |                  |                  |                  |                  |                  |